# Låt Anden falla över oss som fordom
Låt Anden falla över oss som fordom är en psalm med text och musik skriven 1906 av K.G. Sjölin. Texten bearbetades 1962 av Johan Magnusson.

## Publicerad i
- Psalmer och Sånger 1987 som nr 525 under rubriken "Kyrkoåret - Pingst"[2]
- Segertoner 1988 som nr 379 under rubriken "Fader, son och ande - Anden, vår hjälpare och tröst".[1]